# سیتی آیلند (پنسیلوانیا)
سیتی آیلند (به انگلیسی: City Island) جزیره‌ای است به طول یک مایل در رود ساسکوهنا که بین هریسبورگ و ورملیزبورگ، پنسیلوانیا در ایالات متحده قرار دارد. این جزیره عمدتاً برای اوقات فراغت و فعالیت‌های ورزشی استفاده می‌شود. نام‌های قبلی آن از جمله جزیره ترکیه، جزیره مکلی، جزیره فورستر و جزیره هارگاست بوده‌است. برای ورود به این جزیره می‌توان از رودخانه ساسکوهانا از طریق پل خیابان مارکت یا از سمت هریسبورگ در مسیری که ویژه عابران پیاده و دوچرخه‌سواران است، از خیابان والنات به جزیره رسید.

## تاریخچه
این جزیره حاوی بقایای باستان‌شناسی از قبایل سوسکوهانوک و ایروکوا است که زمانی در این مکان سکونت‌گاه‌های فصلی ایجاد می‌کردند. در دوران توسعه اولیه هریسبورگ، تا سال ۱۸۱۷ که پل کامل‌بک که همان پل خیابان مارکت امروزی است، تکمیل شد، فقط می‌شد با قایق یا از طریق آب‌های کم‌عمق به این جزیره رسید.
در طول جنگ داخلی آمریکا، کمپ نزسیتی در سال ۱۸۶۳ در سیتی آیلند ایجاد شد تا نیروهای ارتش اتحادیه دفاع خود را قوی کنند، زیرا نیروهای ارتش ایالات مؤتلفه در طول مبارزات انتخاباتی گتیس‌بورگ به منطقه حمله می‌کردند. سپس در سال ۱۸۶۵، به دلیل اینکه کمپ کرتین مملو از نیروهای بازگشته بود، کمپ کیستون در جزیره تأسیس شد.